# دانیلا کولاژووا
دانیلا کولاژووا (چکی: Daniela Kolářová؛ زادهٔ ۲۱ سپتامبر ۱۹۴۶) بازیگر و سیاستمدار اهل جمهوری چک است. او در چندین نمایش از «تئاترو استودیو د.و.آ.»  حضور داشته است.
از فیلم‌هایی که وی در آن نقش داشته‌است، می‌توان به گوی آذرخش و قربانیان و قاتلان اشاره کرد.